# Cinéma pur
Cinéma pur (fr. ren film) eller Pure Cinema var en avantgarde film-bevægelse, som blev stiftet i 1920'erne af en række europæiske filmproducenter, bl.a. René Clair, Fernand Léger, Hans Richter, Viking Eggeling.
Udtrykket Cinéma pur, blev formodentlig først anvendt i Frankrig af filmproducenten Henri Chomette.

## Koncept
Cinéma pur udgjorde alternativet til hovedstrømmen af realistisk fortællende film.
I stedet blev der fokuseret på de rene elementer i film, blandt andet bevægelse, visuel komposition og rytme.
Målet blev opnået ved at minimere historie og plot samt fokusere på det visuelle ved hjælp af close-ups, dolly-skud (lille vogn til at køre et filmkamera på under optagelser), montage, linseforvrængninger, slowmotion og andre filmiske teknikker.